# Fägre landskommun
Fägre landskommun var en tidigare kommun i dåvarande Skaraborgs län.

## Administrativ historik
Kommunen inrättades i Fägre socken i Vadsbo härad i Västergötland när 1862 års kommunalförordningar trädde i kraft.  
Vid Kommunreformen 1952 uppgick kommunen i Moholms landskommun som 1971 uppgick i Töreboda kommun.

## Politik

### Mandatfördelning i Fägre landskommun 1938-1946
| 7 | 1 | 12 |

| 20 |

| 7 | 6 | 7 |

| 20 |

| 7 | 5 | 8 |

| 20 |